# Așur-uballit I
Așur-uballit I a fost un rege al Asiriei care a domnit între aproximativ 1365 î.H. și 1328 î.H. 
Despre Așur-uballit I nu se știe exact când s-a născut. Primii săi ani de viață nu au fost importanți până în anul 1365 î.H. când este foarte posibil ca acesta  să fi preluat tronul Asiriei. În acel moment elînsă nu avea nici un fel de putere, fiind sub suzeranitatea regatului Mitanni, și conform altor surse asculta și de Babilonia. Acesta însă cu mult curaj s-a aliat cu hitiții și a reușit să-l învingă pe conducătorul regatului Mitanni în acel moment, și anume Tușratta(circa 1385-1360 î.H.). După această victorie incredibilă, Așur-uballit a reușit să se emancipeze de sub suzeranitatea regatului Mitanni. Acest eveniment a făcut ca regatul lui Așur-uballit să fie numit de acum înainte Asiria( și nu Subartu cum era înainte).
Regele asirian și-a extins apoi imperiul cucerind Babilonul, însă dinastia kașită a fost revoltată de ideea de a fi regat clientelar, supus al celui asirian si au organizat o revoltă. Așur-uballit a reușit însă să stopeze această revoltă. Astfel el poate fi considerat pe drept întemeietorul imperiului asirian.
Un alt lucru important în domnia sa este că avea o legătură foarte bună cu regatul egiptean, si în special cu faraonul din acea perioadă, si anume Akhenaton( 1353-1335 î.H.). Este binecunoscut faptul că Așur-uballit primea aur de la Akhenaton pentru a-și împodobi templul de la Assur.
Politica sa externă excelentă va fi continuată de urmașii săi, în special de Tukulti-Ninurta I.
Așur-uballit a fost un conducător excelent, care i-a scos de sub conducerea regatelor Mitanni și Babilonia( care în acel moment reprezentau o forță în spațiul asiatic) pe asirieni si i-a supus fără probleme. De aceea el poate fi considerat adevăratul întemeietor al imperiului asirian.